# Tiếng Aragón
Tiếng Aragon (aragonés [aɾaɣoˈnes]) là một ngôn ngữ Rôman hiện diện tại vùng thung lũng Pyrénées của Aragon, Tây Ban Nha, tập trung tại Somontano de Barbastro, Jacetania, Alto Gállego, Sobrarbe, và Ribagorza/Ribagorça. Đây là ngôn ngữ duy nhất phát triển từ tiếng Navarra-Aragon còn tồn tại đến nay.
Hay được người bản ngữ gọi là fabla ("tiếng nói"), tiếng Aragon là có nhiều tên gọi riêng cho các phương ngữ, như cheso (ở Valle de Hecho) hay patués (ở thung lũng Benasque).

## Liên kết
Bản mẫu:Wiktionary category
- Academia de l'Aragonés, Cultural association.
- Consello d'a Fabla Aragonesa, Cultural association and language academy.
- Ligallo de Fablans de l'Aragonés Lưu trữ ngày 11 tháng 3 năm 2021 tại Wayback Machine, Cultural association and language academy.
- A.C. Nogará, Cultural association and language academy.
- Sociedat de Lingüistica Aragonesa, Cultural association.
- Aragonese language
- Ethnologue report for Aragonese
- Aragonese Language Sample
- Webster's Aragonese–English Dictionary